# Vällamägi
Der Vällamägi ist mit 304 Meter der zweithöchste Berg in Estland. Er befindet sich im Kreis Võru südlich von Võru im Naturpark Haanja (estnisch Haanja looduspark).
Der Berg ist dem Volksglauben nach ein heiliger Ort.